# Населення Малі
Населення Малі. Чисельність населення країни 2015 року становила 16,955 млн осіб (66-те місце у світі). Чисельність малійців стабільно збільшується, народжуваність 2015 року становила 44,99 ‰ (2-ге місце у світі), смертність — 12,89 ‰ (19-те місце у світі), природний приріст — 2,98 % (8-ме місце у світі) . 

## Природний рух

### Відтворення
Народжуваність у Малі, станом на 2015 рік, дорівнює 44,99 ‰ (2-ге місце у світі). Коефіцієнт потенційної народжуваності 2015 року становив 6,06 дитини на одну жінку (3-тє місце у світі). Рівень застосування контрацепції 10,3 % (станом на 2012/13 рік). Середній вік матері при народженні першої дитини становив 18,3 року, медіанний вік для жінок — 20—24 року (оцінка на 2014 рік).
Смертність у Малі 2015 року становила 12,89 ‰ (19-те місце у світі).
Природний приріст населення у країні 2015 року становив 2,98 % (8-ме місце у світі).

### Вікова структура

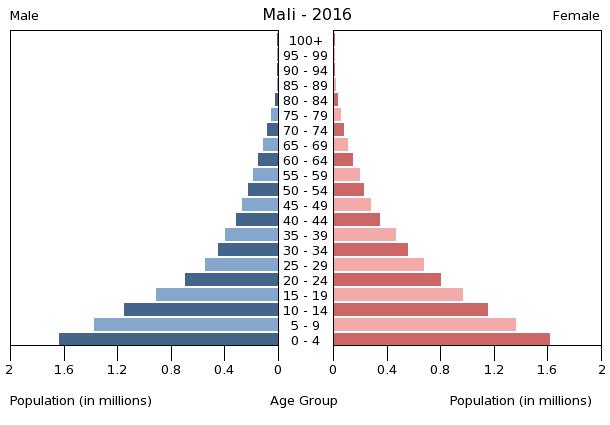
Віково-статева піраміда населення Малі, 2016 рік

Середній вік населення Малі становить 16,2 року (227-ме місце у світі): для чоловіків — 15,5, для жінок — 16,8 року. Очікувана середня тривалість життя 2015 року становила 55,34 року (208-ме місце у світі), для чоловіків — 53,48 року, для жінок — 57,25 року.
Вікова структура населення Малі, станом на 2015 рік, мала такий вигляд:
- діти віком до 14 років — 47,44 % (4 038 801 чоловік, 4 005 256 жінок);
- молодь віком 15—24 роки — 19,09 % (1 543 751 чоловік, 1 693 410 жінок);
- дорослі віком 25—54 роки — 26,75 % (2 106 889 чоловіків, 2 428 643 жінки);
- особи передпохилого віку (55—64 роки) — 3,75 % (317 513 чоловіків, 317 957 жінок);
- особи похилого віку (65 років і старіші) — 2,97 % (251 693 чоловіки, 251 623 жінки)[1].

### Шлюбність— розлучуваність
Середній вік, коли чоловіки беруть перший шлюб, дорівнює 24,1 року, жінки — 16,7 року, загалом — 20,4 року (дані за 2006 рік).

## Розселення
Густота населення країни 2015 року становила 14,4 особи/км² (218-те місце у світі).

### Урбанізація
Малі середньоурбанізована країна. Рівень урбанізованості становить 39,9 % населення країни (станом на 2015 рік), темпи зростання частки міського населення — 5,08 % (оцінка тренду за 2010—2015 роки).
Головні міста держави: Бамако (столиця) — 2,515 млн осіб (дані за 2015 рік).

### Міграції
Річний рівень еміграції 2015 року становив 2,26 ‰ (172-ге місце у світі). Цей показник не враховує різниці між законними і незаконними мігрантами, між біженцями, трудовими мігрантами та іншими.

#### Біженці й вимушені переселенці
Станом на 2015 рік, у країні постійно перебуває 13,539 Мавританії. У той самий час у країні, станом на 2016 рік, налічується 39,18 тис. внутрішньо переміщених осіб через повстання туарегів 2012 року.
Малі є членом Міжнародної організації з міграції (IOM).

## Расово-етнічний склад
| Етнічний склад (2012 рік) | Етнічний склад (2012 рік) | Етнічний склад (2012 рік) | Етнічний склад (2012 рік) | Етнічний склад (2012 рік) |
| ------------------------- | ------------------------- | ------------------------- | ------------------------- | ------------------------- |
| Етнос:                    |                           |                           | Відсоток:                 |                           |
| бамбара                   | бамбара                   |                           | 34.1%                     | 34.1%                     |
| фульбе                    | фульбе                    |                           | 14.7%                     | 14.7%                     |
| сараколе                  | сараколе                  |                           | 10.8%                     | 10.8%                     |
| сенуфо                    | сенуфо                    |                           | 10.5%                     | 10.5%                     |
| догони                    | догони                    |                           | 8.9%                      | 8.9%                      |
| мандінка                  | мандінка                  |                           | 8.7%                      | 8.7%                      |
| бобо                      | бобо                      |                           | 2.9%                      | 2.9%                      |
| сонгаї                    | сонгаї                    |                           | 1.6%                      | 1.6%                      |
| туареги                   | туареги                   |                           | 0.9%                      | 0.9%                      |
| інші                      | інші                      |                           | 6.1%                      | 6.1%                      |
| іноземці                  | іноземці                  |                           | 0.7%                      | 0.7%                      |

Головні етноси країни: бамбара — 34,1 %, фульбе — 14,7 %, сараколе — 10,8 %, сенуфо — 10,5 %, догони — 8,9 %, мандінка — 8,7 %, бобо — 2,9 %, сонгаї — 1,6 %, туареги — 0,9 %, інші — 6,1 %, іноземці — 0,7 % населення (оціночні дані за 2012 рік).

## Мови
| Мови Малі (2010 рік) | Мови Малі (2010 рік) | Мови Малі (2010 рік) | Мови Малі (2010 рік) | Мови Малі (2010 рік) |
| -------------------- | -------------------- | -------------------- | -------------------- | -------------------- |
| Мова:                |                      |                      | Відсоток:            |                      |
| французька           | французька           |                      | %                    | %                    |
| бамана               | бамана               |                      | 46.3%                | 46.3%                |
| фульфульде           | фульфульде           |                      | 9.4%                 | 9.4%                 |
| догонська            | догонська            |                      | 7.2%                 | 7.2%                 |
| сонінке              | сонінке              |                      | 6.4%                 | 6.4%                 |
| манінка              | манінка              |                      | 5.6%                 | 5.6%                 |
| зарма                | зарма                |                      | 5.6%                 | 5.6%                 |
| міньяка              | міньяка              |                      | 4.3%                 | 4.3%                 |
| тамашек              | тамашек              |                      | 3.5%                 | 3.5%                 |
| сенуфо               | сенуфо               |                      | 2.6%                 | 2.6%                 |
| бобо                 | бобо                 |                      | 2.1%                 | 2.1%                 |
| інші                 | інші                 |                      | 6.3%                 | 6.3%                 |

Офіційні мови: французька і ще 13 офіційних, найбільші з яких бамана — розмовляє 46,3 % населення країни, фульфульде — 9,4 %, догонська — 7,2 %, сонінке — 6,4 %, манінка — 5,6 %, зарма — 5,6 %, міньяка — 4,3 %, тамашек — 3,5 %, сенуфо — 2,6 %, бобо — 2,1 %, інші мови — 6,3 % (оцінка 2009 року).

## Релігії
| Релігії в Малі (2009 рік) | Релігії в Малі (2009 рік) | Релігії в Малі (2009 рік) | Релігії в Малі (2009 рік) | Релігії в Малі (2009 рік) |
| ------------------------- | ------------------------- | ------------------------- | ------------------------- | ------------------------- |
| Віросповідання:           |                           |                           | Відсоток:                 |                           |
| мусульмани                | мусульмани                |                           | 94.8%                     | 94.8%                     |
| християни                 | християни                 |                           | 2.4%                      | 2.4%                      |
| анімісти                  | анімісти                  |                           | 2%                        | 2%                        |
| атеїсти                   | атеїсти                   |                           | 0.5%                      | 0.5%                      |
| агностики                 | агностики                 |                           | 0.3%                      | 0.3%                      |

Головні релігії й вірування, які сповідує, і конфесії та церковні організації, до яких відносить себе населення країни: іслам — 94,8 %, християнство — 2,4 %, анімізм — 2 %, не сповідують жодної — 0,5 %, не визначились — 0,3 % (станом на 2009 рік).

## Освіта
Рівень письменності 2015 року становив 38,7 % дорослого населення (віком від 15 років): 48,2 % — серед чоловіків, 29,2 % — серед жінок.
Державні витрати на освіту становлять 4,3 % ВВП країни, станом на 2014 рік (83-тє місце у світі). Середня тривалість освіти становить 8 років, для хлопців — до 9 років, для дівчат — до 7 років (станом на 2011 рік).

## Охорона здоров'я
Забезпеченість лікарями в країні на рівні 0,08 лікаря на 1000 мешканців (станом на 2010 рік). Забезпеченість лікарняними ліжками в стаціонарах — 0,1 ліжка на 1000 мешканців (станом на 2010 рік). Загальні витрати на охорону здоров'я 2014 року становили 6,9 % ВВП країни (119-те місце у світі).
Смертність немовлят до 1 року, станом на 2015 рік, становила 102,23 ‰ (2-ге місце у світі); хлопчиків — 108,88 ‰, дівчаток — 95,37 ‰. Рівень материнської смертності 2015 року становив 587 випадків на 100 тис. народжень (18-те місце у світі).
Малі входить до складу ряду міжнародних організацій: Міжнародного руху (ICRM) і Міжнародної федерації товариств Червоного Хреста і Червоного Півмісяця (IFRCS), Дитячого фонду ООН (UNISEF), Всесвітньої організації охорони здоров'я (WHO).

### Захворювання
Потенційний рівень зараження інфекційними хворобами в країні дуже високий. Найпоширеніші інфекційні захворювання: діарея, гепатит А, черевний тиф, малярія, гарячка денге, шистосомози, менінгококовий менінгіт, сказ (станом на 2016 рік).
2014 року зареєстровано 133,4 тис. хворих на СНІД (35-те місце в світі), це 1,42 % населення в репродуктивному віці 15—49 років (35-те місце у світі). Смертність 2014 року від цієї хвороби становила 5,3 тис. осіб (29-те місце у світі).
Частка дорослого населення з високим індексом маси тіла 2014 року становила 5,7 % (166-те місце у світі); частка дітей віком до 5 років зі зниженою масою тіла становила 27,9 % (оцінка на 2006 рік). Ця статистика показує як власне стан харчування, так і наявну/гіпотетичну поширеність різних захворювань.

### Санітарія
Доступ до облаштованих джерел питної води 2015 року мало 96,5 % населення в містах і 64,1 % в сільській місцевості; загалом 77 % населення країни. Відсоток забезпеченості населення доступом до облаштованого водовідведення (каналізація, септик): у містах — 37,5 %, у сільській місцевості — 16,1 %, загалом по країні — 24,7 % (станом на 2015 рік). Споживання прісної води, станом на 2000 рік, дорівнює 6,55 км³ на рік, або 545,4 тонни на одного мешканця на рік: з яких 9 % припадає на побутові, 1 % — на промислові, 90 % — на сільськогосподарські потреби.

## Соціально-економічне становище
Співвідношення осіб, що в економічному плані залежать від інших, до осіб працездатного віку (15—64 роки) загалом становить 100,2 % (станом на 2015 рік): частка дітей — 95,1 %; частка осіб похилого віку — 5 %, або 19,8 потенційно працездатного на 1 пенсіонера. Загалом ці показники характеризують рівень потреби державної допомоги в секторах освіти, охорони здоров'я та пенсійного забезпечення, відповідно. За межею бідності 2005 року перебувало 36,1 % населення країни. Розподіл доходів домогосподарств у країні має такий вигляд: нижній дециль — 3,5 %, верхній дециль — 25,8 % (станом на 2010 рік).
Станом на 2013 рік, в країні 11,4 млн осіб не має доступу до електромереж; 26 % населення має доступ, в містах цей показник дорівнює 53 %, у сільській місцевості — 9 %. Рівень проникнення інтернет-технологій надзвичайно низький. Станом на липень 2015 року в країні налічувалось 1,753 млн унікальних інтернет-користувачів (38-ме місце у світі), що становило 10,3 % загальної кількості населення країни.

### Трудові ресурси
Загальні трудові ресурси 2015 року становили 5,644 млн осіб (73-тє місце у світі). Зайнятість економічно активного населення у господарстві країни розподіляється таким чином: аграрне, лісове і рибне господарства — 80 %; промисловість, будівництво і сфера послуг — 20 % (станом на 2005 рік). 1,485 млн дітей у віці від 5 до 14 років (36 % загальної кількості) 2010 року були залучені до дитячої праці. Безробіття 2015 року дорівнювало 30 % працездатного населення, 2014 року — 8,2 % (188-ме місце у світі); серед молоді у віці 15—24 років ця частка становила 11,1 %.

## Кримінал

### Торгівля людьми
Згідно зі щорічною доповіддю про торгівлю людьми (англ. Trafficking in Persons Report) Управління з моніторингу та боротьби з торгівлею людьми Державного департаменту США, уряд Малі докладає значних зусиль у боротьбі з явищем примусової праці, сексуальної експлуатації, незаконною торгівлею внутрішніми органами, але не повною мірою, країна перебуває у списку спостереження другого рівня.

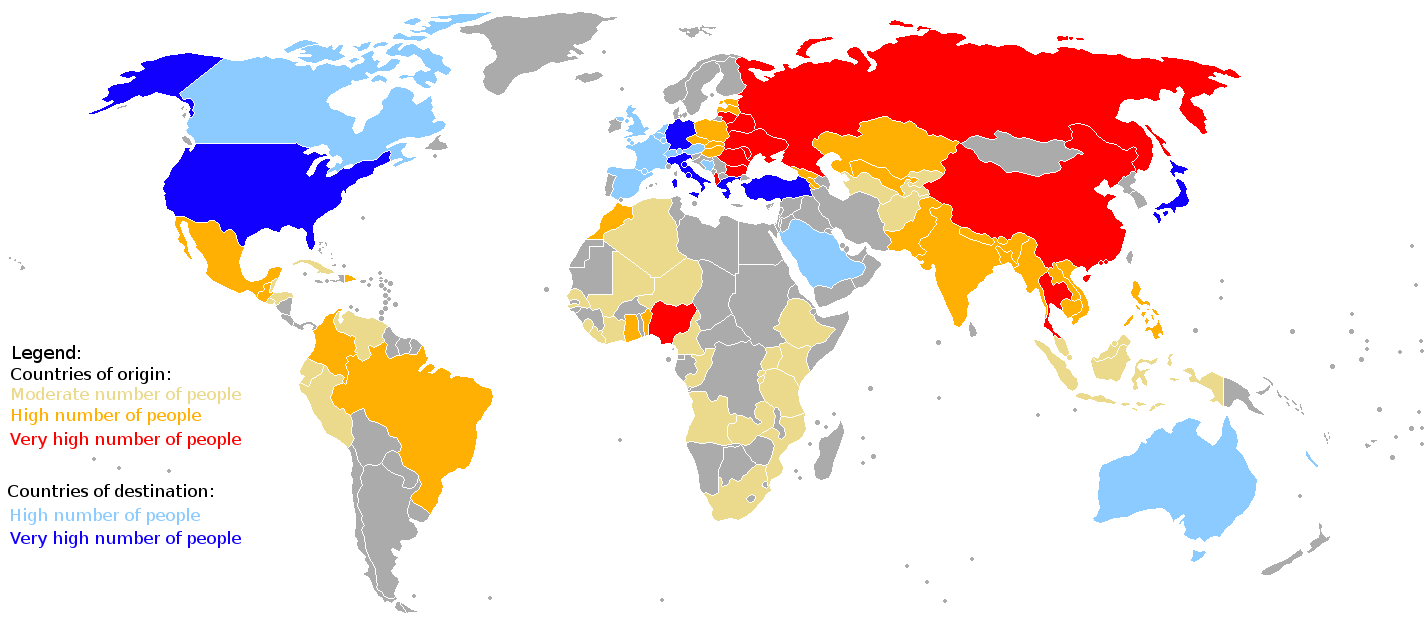
Країни-донори (червоний) і країни-реципієнти кримінальних потоків (англ.)
Глобальна боротьба з торгівлею людьми (англ.)

## Гендерний стан
Статеве співвідношення (оцінка 2015 року):
- при народженні — 1,03 особи чоловічої статі на 1 особу жіночої;
- у віці до 14 років — 1,01 особи чоловічої статі на 1 особу жіночої;
- у віці 15—24 років — 0,91 особи чоловічої статі на 1 особу жіночої;
- у віці 25—54 років — 0,87 особи чоловічої статі на 1 особу жіночої;
- у віці 55—64 років — 1 особи чоловічої статі на 1 особу жіночої;
- у віці за 64 роки — 1 особи чоловічої статі на 1 особу жіночої;
- загалом — 0,95 особи чоловічої статі на 1 особу жіночої[1].

## Демографічні дослідження
Демографічні дослідження в країні ведуться рядом державних і наукових установ:

### Українською
- Атлас. 10—11 клас. Економічна і соціальна географія світу / упорядники :  О. Я. Скуратович, Н. І. Чанцева. — К. : ДНВП «Картографія», 2010. — ISBN 978-966-475-639-3.
- Атлас світу / голов. ред. І. С. Руденко ; зав. ред. В. В. Радченко ; відп. ред. О. В. Вакуленко. — К. : ДНВП «Картографія», 2005. — 336 с. — ISBN 9666315467.
- Безуглий В. В. Економічна і соціальна географія зарубіжних країн : Навчальний посібник. — К. : ВЦ «Академія», 2007. — 704 с. — ISBN 978-966-580-239-6.
- Безуглий В. В., Козинець С. В. Регіональна економічна і соціальна географія світу : Навчальний посібник. — видання 2-ге, доп., перероб. — К. : ВЦ «Академія», 2007. — 688 с. — ISBN 966-580-144-9.
- Головченко В. І., Кравчук О. Країнознавство: Азія, Африка, Латинська Америка, Австралія і Океанія. — К., 2006. — 335 с. — ISBN 966-8939-04-2.
- Гудзеляк І. І. Географія населення: Навчальний посібник / І. Гудзеляк. — Л. : Видавничий центр ЛНУ імені Івана Франка, 2008. — 232 с. — ISBN 978-966-613-599-8.
- Дахно І. І. Країни світу: Енциклопедичний довідник / І. І. Дахно, С. М. Тимофієв. — К. : Мапа, 2011. — 606 с. — (Бібліотека нового українця) — ISBN 978-966-8804-23-6.
- Дахно І. І. Економічна географія зарубіжних країн : навчальний посібник. — К. : Центр учбової літератури, 2014. — 319 с. — ISBN 978-611-01-0682-5.
- Джаман В. О. Регіональні системи розселення: демографічні аспекти. — Чернівці : Рута, 2003. — 392 с. — ISBN 9665685988.
- Дорошенко Л. С. Демографія: Навчальний посібник. — К. : МАУП, 2005. — 112 с. — ISBN 966-608-442-2.
- Дубович І. А. Країнознавчий словник-довідник. — 5-те вид., перероб. і доп. — К. : Знання, 2008. — 839 с. — ISBN 978-966-346-330-8.
- Економічна і соціальна географія країн світу. Навчальний посібник / За ред. Кузика С. П. — Л. : Світ, 2002. — 672 с. — ISBN 966-603-178-7.
- Загальна медична географія світу / В. О. Шевченко [та ін.] — К. : [б.в.], 1998. — 178 с.
- Книш М. М., Мамчур О. І. Регіональна економічна і соціальна географія світу (Латинська Америка та Карибські країни, Африка, Азія, Океанія) : навч. посіб. — Л. : ЛНУ ім. Івана Франка, 2013. — 368 с. — ISBN 978-617-10-0007-0.
- Крисаченко В. С. Динаміка населення: Популяційні, етнічні та глобальні виміри. — К. : Видавництво Національного інституту стратегічних досліджень, 2005. — 368 с. — ISBN 966-554-083-1.
- Любіцева О. О., Мезенцев К. В., Павлов С. В. Географія релігій. — К. : АртЕК, 1999. — 504 с. — ISBN 966-505-006-0.
- Масляк П. О. Країнознавство. — К. : Знання, 2007. — 292 с. — (Вища освіта XXI століття)
- Масляк П. О., Дахно І. І. Економічна і соціальна географія світу / П. О. Масляк, І. І. Дахно ; за ред. П. О. Масляка. — К. : Вежа, 2003. — 280 с. — ISBN 966-7091-53-8.

### Російською
- (рос.) Мали // Демографический энциклопедический словарь / главн. ред. Валентей Д. И. — М. : Советская энциклопедия, 1985. — 608 с.
- (рос.) Мали // Африка: энциклопедический справочник [в 2-х тт.] / гл. ред. А. Громыко. — М. : Советская энциклопедия, 1987. — Т. 2. — 671 с.
- (рос.) Мали // Страны и народы. Африка. Западная и Центральная Африка / Редкол. : М. Б. Горнунг, Г. Б. Старушенко (отв. ред.) и др. — М. : «Мысль», 1979. — 301 с. — (Страны и народы) — 180 тис. прим.
- (рос.) Атлас народов мира / Отв. ред. С. И. Брук и В. С. Апенченко. — М. : ГУГК ГГК СССР и Институт этнографии им. Н. Н. Миклухо-Маклая АН СССР, 1964. — 185 с. — 20 тис. прим.
- (рос.) Численность и расселение народов мира. Этнографические очерки / под ред. С. И. Брука. — М. : Издательство АН СССР, 1962. — 487 с.
- (рос.) Лаппо Г. М. География городов: Учебное пособие для географических факультетов вузов. — М. : Туманит, изд. центр ВЛАДОС, 1997. — 476 с. — ISBN 5-691-00047-0.
- (рос.) Ягельский А. География населения. — М. : Прогресс, 1980. — 383 с.